# Simone d'Herlys

Jude Simone Marie Daudirac dite Simone d'Herlys, née le 5 janvier 1894 à Tarbes (Hautes-Pyrénées) et morte le 18 juin 1977 dans le 16e arrondissement de Paris, est une artiste de music-hall française.  
Surnommée la Belle d'Herlys, elle était surtout connue pour ses tenues de scènes se réduisant souvent à quelques rangs de perles. Elle a été membre de la troupe américaine des Ziegfeld Follies de 1916 à 1919.

## Biographie
Avant la Première Guerre mondiale, elle est la principale danseuse nue de toutes les revues, créées chaque été par les directeurs de music-hall parisiens pour satisfaire la curiosité des touristes américains, aux Folies-Marigny, au Moulin Rouge ou au Théâtre Femina. 
En juillet 1914, elle est inculpée, ainsi que Mlle Dracy et les directeurs de l'Olympia et du Moulin Rouge, d'outrage aux bonnes mœurs. 
Simone d'Herlys fait la connaissance et entretient une relation avec Tod Sloan (en), ancien jockey américain et propriétaire du New York Bar, 5 rue Daunou. Fin 1915, ils sont arrêtés à Londres pour tenue de maison de jeu clandestine et sont expulsés du Royaume-Uni comme « étrangers indésirables »,,,. Elle revient en France. 
En février 1916, Simone d’Herlys part aux États-Unis et Florenz Ziegfeld lui offre une place dans son spectacle Midnight Frolic, au New Amsterdam Theatre de New-York. Elle est l'une des nombreuses figurantes de The Century Girl.
En 1919, dans Ziegfeld Follies of 1919, un tableau vivant de Ben Ali Haggin, intitulé « Melody Fantasy and Folly of Years Gone By », montre Simone D’Herlys en Lady Godiva sur un grand cheval blanc et vêtue de rien d’autre qu’un serre-tête et ses longues mèches,.
Simone d'Herlys apparait une dernière fois sur scène dans la revue Paris qui jazz d'Albert Willemetz représentée au Casino de Paris en octobre 1921. Elle avait alors 27 ans. Quelques mois plus tard, en juin 1922, elle épouse à Saint-Raphaël l'auteur dramatique et lyrique Jacques-Charles qui avait produit son dernier spectacle.

## Représentations

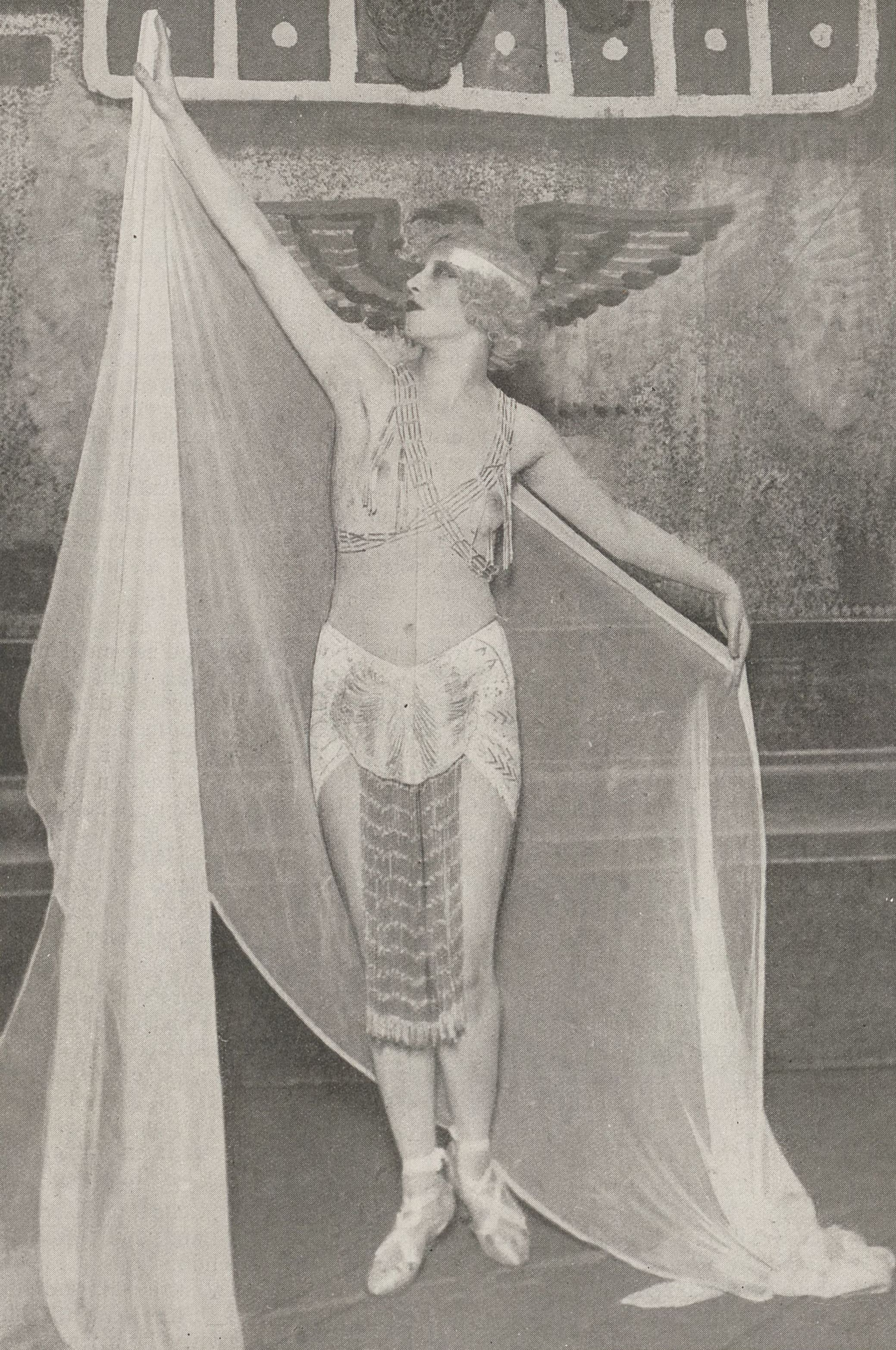
La belle d'Herlys dans sa création de Vénus dans l'opéra Quo Vadis au théâtre des Champs-Élysées en mars 1920.

- 1914 : L'Orgie à Babylone, opérette d'Edouard Adenis, musique de Rodolphe Berger, au Moulin Rouge (26 février)[16],[17], puis à l'Olympia.
- 1914 : Cache ton nu !, revue en 40 tableaux de Fernand de Rouvray et Louis Lemarchand, musique de Raphaël Beretta, au Moulin Rouge (juillet)[18],[19].
- 1915 : Halte-là !, revue de Celval et Charley, à La Cigale[20],[21].
- 1915 : Un bouchon !, revue de Celval et Charley, au Bataclan[22].
- 6 nov. 1916-28 avril 1917 : The Century Girl, comédie musicale, musique de Victor Herbert et Irving Berlin; paroles d'Irving Berlin et Henry Blossom; production de Florenz Ziegfeld et Charles Dillingham, au Century Theater de New York[11],[23].
- 1919 : Follies-Frolic Ball of 1919, revue, 18 mai au New Amsterdam Theatre[24].
- 16 juin- 6 dec. 1919 : Ziegfeld Follies of 1919, revue au New Amsterdam Theatre[12],[25],[26].
- 6 oct.-22 nov. 1919 : Hitchy-Koo (en) of 1919, revue au Liberty Theatre[27].
- 1919 : Pa-Ri-Ki danse, revue en 2 actes et 25 tableaux de Jacques-Charles, au Casino de Paris (1er décembre) : Aphrodite[28]
- 1920 : Quo Vadis, opéra de Jean Noguès, livret d'Henri Cain, d'après le roman de Jean Bertheroy, au théâtre des Champs-Élysées : Vénus[4],[29].
- 1920 : L'Homme à la rose, pièce en 3 actes d'Henry Bataille, musique de scène de Reynaldo Hahn, au théâtre de Paris (5 décembre) : l'Apparition[30]
- 1921 : Paris qui Jazz, revue d'Albert Willemetz, produit par Jacques-Charles, au Casino de Paris, avec Harry Pilcer comme partenaire (6 octobre).

## Iconographie
En dehors des portraits artistiques réalisés par le photographe Jules Sabourin, Simone d'Herlys a également posé pour les peintres Gustave Brisgand et Raphael Kirchner pour son tableau Temptation